# Вольпи, Серджо
Серджо Вольпи (итал. Sergio Volpi; род. 2 февраля 1974, Ордзинуови, Ломбардия) — итальянский футболист, выступающий на позиции полузащитника, главный тренер клуба «Адренсе».

## Карьера
Вольпи начал свою карьеру в «Брешии». С 1996 года он стал играть в итальянском высшем дивизионе, а именно в: «Бари», «Венеции», «Пьяченце», «Сампдории» и «Болонье». Летом 2009 года он вернулся в Серию B, став игроком «Реджаны» и подписав двухлетний контракт. В январе 2010 года был отдан в аренду «Аталанте», играющей в Серии А. Однако, команде не удалось избежать вылета. 2 июля 2010 года его контракт с «Реджаной» был разорван.